# Relações entre Bélgica e Kosovo
As Relações Belgo-kosovares são as relações exteriores entre Bélgica e Kosovo. Kosovo declarou sua independência da Sérvia em 17 de fevereiro de 2008 e a Bélgica reconheceu em 24 de fevereiro de 2008.

## Militar
A Bélgica participou da Operação Forças Aliadas, que resultou na Missão de Administração Interina das Nações Unidas no Kosovo e depois na independência. Atualmente a Bélgica possui 205 soldados em Kosovo, servindo como força de paz liderada pela OTAN na Força do Cóssovo.